# La Dernière Chasse (roman)
Pour les articles homonymes, voir La Dernière Chasse.
La Dernière Chasse est le quatorzième roman de Jean-Christophe Grangé paru le 10 avril 2019. Il s'agit d'une novélisation d'épisodes de la série télévisée Les Rivières pourpres, et d'une suite au roman du même nom.

## Résumé
Un corps décapité est retrouvé en pleine Forêt-Noire en Allemagne. Le commissaire Pierre Niémans est envoyé sur place pour enquêter.

## Éditions
Édition imprimée originale
- Jean-Christophe Grangé, La Dernière Chasse : roman, Paris, éd. Albin Michel, 10 avril 2019, 397 p. (ISBN 978-2-226-43941-3)
- Jean-Christophe Grangé, La Dernière Chasse : Thriller, Paris, Le Livre de poche, avril 2020, 432 p. (ISBN 978-2-253-24152-2)